# 北方車站 (福岡縣)
北方站（日语：／ Kitagata eki */?），是位於福岡縣北九州市小倉南區北方三丁目，屬於北九州高速鐵道小倉線的鐵路車站。車站編號為07。

## 歴史
- 1985年（昭和60年）1月9日 - 開業。
- 2015年（平成27年）10月1 - 可使用「mono SUGOCA」乘車[1]。

## 車站構造
本站為側式月台2面2線的高架車站。站房上方即是北九州高速1號線。
| 月台 | 路線    | 目的地         |
| ---- | ------- | -------------- |
| 1    | ■小倉線 | 往志井、企救丘 |
| 2    | ■小倉線 | 往旦過、小倉   |

## 使用狀況
2019年度的1日平均上下車人次為4,148人。

## 車站周邊
- 小倉南區役所
- 小倉南警察署
- 國土交通省九州地方整備局北九州國道事務所
- 國立醫院機構小倉醫療中心
- 北九州高速1號線
- 福岡縣立北九州高等學校
- 北九州市立小倉南生涯學習中心
- 北九州市立綜合療育中心
- 北九州市立北方小學校
- 砥石山天疫神社

## 公車路線
| 系統                  | 目的地                           | 營運公司       |
| --------------------- | -------------------------------- | -------------- |
| 中谷號                | 西鐵天神高速客運總站             | 西鐵高速巴士   |
| 福岡機場線            | 博多客運總站・福岡機場國際線航廈 | 西鐵高速巴士   |
| 北九州機場Airport Bus | 北九州機場                       | 西鐵巴士北九州 |
| 湯之國號              | 行橋今川・大分                   | 西鐵巴士北九州 |
| 36                    | 志井車庫・中谷                   | 西鐵巴士北九州 |
| 36                    | 砂津                             | 西鐵巴士北九州 |
| 132                   | 戶畑                             | 西鐵巴士北九州 |

## 鄰近車站
北九州高速鐵道
■小倉線
城野（06） - 北方（07） - 競馬場前（08）

## 外部連結
- 北方駅(モノレール）（页面存档备份，存于）（路線情報）